# 澳大利亚华人
澳大利亞華人（亦稱為澳籍華人、澳洲華裔、華裔澳大利亞人）是指具有華人血統的澳大利亞公民，包括來自於中國大陸、香港、澳門、台湾、新加坡及馬來西亞等地的第一代華人移民群體以及其後代。華裔族群為人數較多的少數民族之一，佔澳大利亞總人口中約5.5%。大多數澳大利亚華人居住在澳洲東岸的大都市，包括悉尼和墨爾本。

## 歷史
華人移民澳大利亚的歷史可以追溯到1810年代，有東方紳士之稱的廣州人麥世英被認為是第一個到達悉尼定居的華人。而後澳大利亚東海岸的新南威爾斯州和維多利亞州分別發現大量金礦，尤其是維多利亞州，掀起一股巨大的淘金熱潮，有“新金山”之稱的墨爾本引來大批中國礦工。截止到1857年，全澳有大約四萬名華人礦工。而伴隨著他們的後裔以及家屬的移民，澳大利亚境內的華人人數在二十世紀之前節節攀升。

### 白澳政策
刚建立起的以白人为主的自治政府持排华态度，陆续制定出一系列限制中国人移民的法案。到1888年，所有澳大利亚殖民地不再接受中国移民。第一任总理埃德蒙·巴顿宣称“人类平等的原则只适用于英国人之间，英国人跟中国人之间则不遵循这条原则。”這種狀況直接導致了1901年澳大利亚政府開始的白澳政策，這項政策被政府性為舉國政策，包括華裔在內的多個亞裔有色人種的少數族裔開始被官方以及政府排斥，使在澳華人在官方廢除白澳政策以前人數銳減，亦造成澳大利亚的多元文化的一個長時間的空白期。
北美以及歐洲的白人在當時对中国移民的敌视可从“黄祸”一詞中反映出，而这种态度在澳大利亚尤為顯著。1901年時的澳大利亚人口只有370万人，與東亞諸國相差甚遠，所以在北美以及澳大利亚有部份人士担心中国移民的湧入会“吞没”欧裔澳人。联邦政府担心越來越难以控制的亞洲移民潮流会大幅度降低白人的薪資水準，这种情绪在亨利·劳森（澳大利亚著名詩人）1906年写的一首诗“to be amused”中反映。
1901年，新的联邦政府所进行的第一项立法举措，就是通过了這項臭名昭著的移民限制法，在此之前在英國，加拿大以及美國已經存在類似的法律。
白澳政策的真正有效废除通常被认为在1973年，当惠特兰的工党在移民法中增加了一系列阻止强化种族观点的修正案后。这些修正案确保了所有移民无论出生都有权在居住三年之后获取公民权，并认可所有关于移民与种族的国际协定。1975年的种族歧视法案则使得官方制定的带有种族色彩的规则为非法。
1970年代，在愛德華·高夫·惠特蘭和馬爾科姆·弗雷澤兩屆政府对移民法的不斷修正下才最终将按出生国家选择移民的政策完全废除。

## 劃分
澳籍華人是指任何一個具有華人血統而已經歸化成為澳洲公民的華人或是華裔；這其中不包括在澳臨時工作的人士或是留學生。擁有澳洲永久居民簽證的非澳洲公民亦不屬於澳籍華人，只能算作華僑。
- 澳洲華裔：是指父母或祖先具有華人血統，出生在澳洲並以融入本地文化的華人之後，被稱為ABC（英語：Australian Born Chinese）。
- 澳洲華人：泛指具有華人血統而生活在澳洲的人士，特指已經入籍并歸化成為澳大利亚公民的華人。
- 澳洲華僑：僅持有澳洲永久居民簽證的具有華人血統人士，但並未入籍歸化成為澳洲公民的華人。

## 地位
自1970年代開始；澳大利亚政府廢除白澳政策后，華人的地位在澳大利亚社會中佔據越來越重要的角色。這其中不止體現在華人擁有傳統優勢的商業領域和學術領域，在政治領域亦是如此。而澳大利亚社會中的其他族裔亦在近四十年里對華人的貢獻具有充分的認同，華人的知識份子在醫學，經濟學，物理學等尖端學科中為國家做出了卓越的貢獻；2000年代開始后，以黃英賢和蘇震西為代表的華人政客開始出現在人們的視野中，黃英賢曾任澳大利亚參議院的參議員，工黨領袖吉拉德內閣的財務部長（協助財政部長的部長之一），她是澳大利亚政治史中第一位亞裔女性參議員以及第一位亞裔財務部長。蘇震西為墨爾本市的第一位華裔市長，在任期間施政卓越獲得墨城市民的廣泛認可，并被評選為世界最佳市長。

## 人口統計

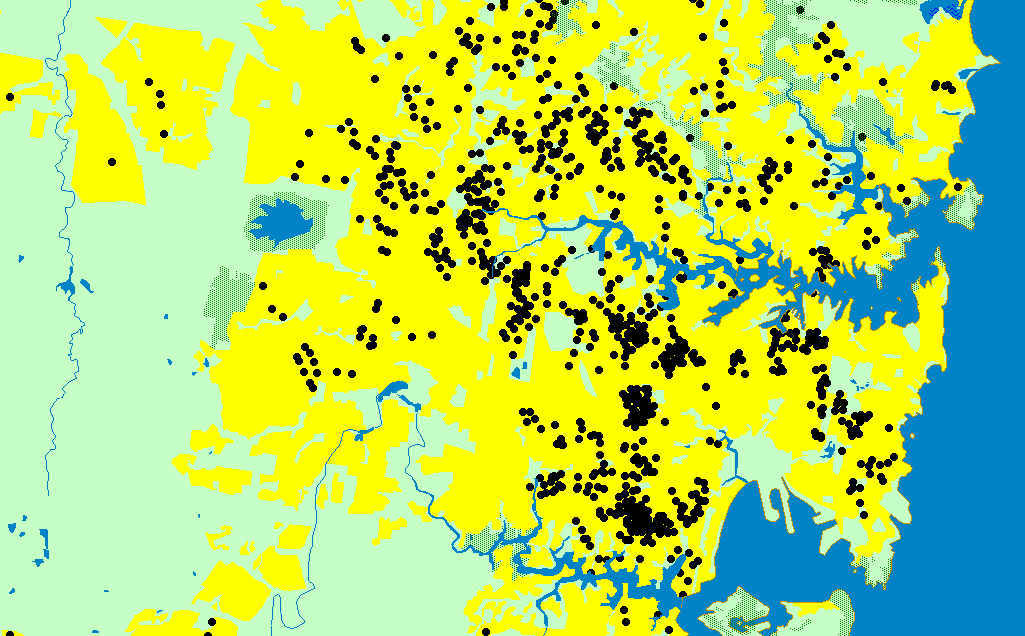
圖中一個黑點即代表100個出生於海外居住於悉尼的華人 (不包括香港和澳門) 從這張圖可以看到車士活（Chatswood）以及好士圍（Hurstville）等華人社區的位置

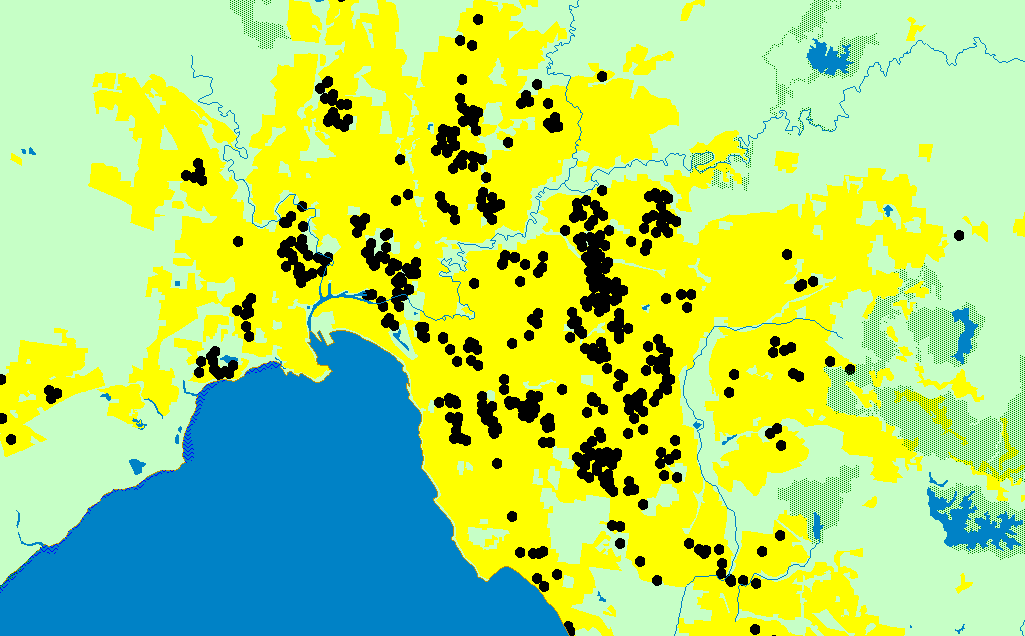
圖中一個黑點即代表100個出生於海外居住於墨爾本的華人(包括香港和澳門) 從這張圖可以看到博士山（Boxhill）以及威夫利谷（Glen Waverley）等華人社區的位置

| 城市     | 人口 (2016年普查) | %    |
| -------- | ----------------- | ---- |
| 悉尼     | 487,976           | 10.8 |
| 墨尔本   | 356,324           | 8.5  |
| 布里斯班 | 99,593            | 4.7  |
| 珀斯     | 99,229            | 5.5  |
| 阿德莱德 | 50,216            | 4.1  |
| 堪培拉   | 22,445            | 6    |

### 語言
澳洲早期華人移民多數是廣府人和客家人，華埠所使用的語言亦多數為粵語。1970年代澳大利亞政府推行多元文化主義政策，香港與東南亞（新加坡、馬來西亞、印尼、越南、柬埔寨等）通行粤语的華人移民澳洲，華埠所使用的語言亦多數為粵語。1980年代后，隨著中国大陆的改革开放，越來越多的中國內地移民湧入澳洲，加之自1970年代后悉尼和墨爾本等東岸大城形成眾多的臺裔社區，官话（華語）逐漸成為英語以外的使用語言。2001年人口普查中，澳洲華人中只有不到40%出生於中國大陸、香港或臺灣； 26%出生在澳大利亞，其他出生地有馬來西亞（10%）和越南（8%）。根據2011年人口普查，官话和粵語為華人常講的兩種語言，其他使用語言包括閩南語和客家話。
與其他西方國家的華埠一樣，隨著越來越多的華人社區的形成，澳洲的大城市雪梨和墨爾本的華埠亦自2000年代後開始衰落。但一些主流的華人組織以及老字號商鋪依舊設立在華埠；華埠在某種程度上依舊代表華裔種族在充滿多元文化的國際都會地位。
- 2001年澳大利亞人口普查列出了澳洲華人的主要來源的國家和地區：

| 國家/地區  | 人口    | 國家/地區 | 人口  |
| ---------- | ------- | --------- | ----- |
| 中国大陆   | 132,020 | 东帝汶    | 4,880 |
| 香港       | 59,810  | 菲律賓    | 2,230 |
| 马来西亚   | 51,910  | 泰國      | 2,210 |
| 越南       | 41,230  |           | 1,450 |
| 臺灣       | 21,520  | 緬甸      | 1,030 |
| 印度尼西亞 | 19,620  | 模里西斯  | 820   |
| 新加坡     | 19,120  |           | 190   |
| 柬埔寨     | 9,500   |           | 110   |

### 宗教
| 宗教                 | 2006    | 2006  | 2011    | 2011  | 2016      | 2016  |
| 宗教                 | 人數    | %     | 人數    | %     | 人數      | %     |
| -------------------- | ------- | ----- | ------- | ----- | --------- | ----- |
| 無宗教或中國民間信仰 | 238,678 | 37.8  | 359,139 | 43.7  | 633,056   | 55.4  |
| 基督宗教             | 188,111 | 29.8  | 233,070 | 28.4  | 267,256   | 23.4  |
| 佛教                 | 152,544 | 24.1  | 177,902 | 21.6  | 179,384   | 15.7  |
| 伊斯蘭教             | 1,466   | 0.23  | 2,280   | 0.27  | 3,120     | 0.27  |
| 印度教               | 212     | 0.03  | 301     | 0.03  | 828       | 0.07  |
| 猶太教               | 139     | 0.02  | 170     | 0.02  | 219       | 0.02  |
| 其他                 | 2,433   | 0.38  | 3,249   | 0.4   | 4,330     | 0.37  |
| 不清楚               | 2,375   | 0.37  | 3,423   | 0.4   | 2,883     | 0.25  |
| 未回答               | 44,643  | 7.0   | 41,074  | 5.0   | 50,364    | 4.4   |
| 總數                 | 630,598 | 100.0 | 820,613 | 100.0 | 1,141,440 | 100.0 |

### 華人廟宇
- 雪梨四邑關帝廟（英语：Sze Yup Temple）

## 知名人士

### 政治
- 沈比利：特等軍功章（DCM）獎章獲得者，第一次世界大戰盟军英雄。
- 黃英賢 ：澳洲工黨知名政治人物，現任澳州聯邦參議院以及澳洲財務部長。
- 蘇震西 AO JP：前澳洲獨立議員，墨爾本市市長。
- 黃錢其濂，CBE，ISO，JP：前香港社會福利署署長，衞生福利司，前立法局議員。
- 陳用林：前中華人民共和國駐悉尼總領事館政治領事，一等秘書，后出逃澳洲。
- 曾筱龍
- 謝纘泰
- 房道龍：曾任職於中華民國軍統局，著名演員成龍之父。
- 曾子崇：華裔政治人物，曾任新南威爾斯州史卓菲市市長，亦是一個企業家。
- 鄧亮洪：前新加坡政治人物。
- 林美丰：维州众议院议员，世界上第一个也是唯一一个被选入参议院的柬埔寨华人。

### 商業
- 施正榮
- 胡士泰
- 葉立培：著名房地產開發商人，近年來活躍于中國大陸。
- 殷非凡
- 郭志清：知名商人，時裝集團Joyce Boutique的創辦人及前行政總裁。
- 麥世英
- 盧軍宏：心灵法门创立者，澳洲东方华语广播电台董事长兼台长。

### 科文
- 張任謙：知名華人心臟科醫生，專家。澳洲最高榮譽勳章獲得者。
- 陶哲軒：知名數學家，菲爾茲獎获得者。
- 梁羽生：知名武侠小说作家。
- 王鈴：知名歷史學家
- 楊小凱：著名華裔經濟學家，曾兩次被提名諾貝爾獎，澳洲科學院院士，莫納什大學終生教授。
- 余森美：著名華人兒科醫生，曾任新南威爾士大學校長。
- 楊恒均：中國持不同政見人士，作家。
- 伍文生：前香港無線電視藝員。
- 劉友波：生命科學領域科學家，積華生物醫藥控股有限公司創辦人。
- 黃有光：知名華裔經濟學家，目前任職於莫納什大學。
- 李偉才：筆名李逆熵，香港科普小說作家，曾任職皇家香港天文台

### 演艺
- 蕭芳芳，MBE：香港著名演員，護苗基金創始人及主席，曾獲得香港電影金像獎，金馬獎，柏林國際影展及金鐘獎最佳女演員獎；金像獎終身成就獎得主。
- 林克昌：著名華裔指揮家，先後擔任香港管弦樂團、柏林廣播交響樂團、俄羅斯國家管弦樂團以及長榮交響樂團首席指揮。
- 托尼. 艾爾斯（ Tony Ayres ) : 華裔導演，電影作品有《 唐人妹》（1997年），《意》（2007年），《一記耳光》（2011年）等等
- 葉青霖：前香港著名攝影師，現已在臺灣出家為僧。
- 徐子淇：香港模特，演員。
- 蔡詩蕓：台灣歌手。
- 陳寶玲：導演。
- 張栢芝：香港著名電影演員和歌手。
- 儲望華：華人音樂家，前光明日報總編儲安平之子。
- 宋熙年：香港無線電視藝員。
- 楊乃文：知名台灣歌手，金曲獎得主。
- 張智霖：香港著名演員，歌手。
- 張鴻昌：香港前知名電視演員。
- 李存信：著名華裔舞蹈家。
- 溫子仁：知名華裔電影導演，監製；主要作品有《恐懼鬥室》系列（Saw）。
- 袁詠儀：前香港小姐冠军，著名电影演员，亦是著名演员，歌手张智霖的太太。
- 陳子聰：知名歌手，電影演員。
- 陳豪：香港無線電視藝員，香港著名電視演員。
- 郭田葰：香港知名電視主持人。
- 羅孝勇：香港演員及歌手。
- 李霄云：歌手。
- 潘芝莉：1996年度香港小姐亞軍，香港無線電視前藝員。
- 陳芳語：澳大利亞華裔：女歌手
- 楊博堯、陳韋丞：小提琴家、YouTuber。
- 陳銳：小提琴家。
- 宋妍霏：女演员

### 體育
- 切爾特茲·李：花樣滑冰運動員。
- 周玉蓮：羽毛球運動員。
- 黄穗：前中國羽毛球國家隊運動員，后歸化成為澳洲公民，并代表澳洲參加公開賽。
- 黑嘉嘉：華裔圍棋運動員。
- 伍麗群：著名華裔跳水運動員，奧運會以及世錦賽銀牌得主。
- 黃嘉琪：前中華台北隊奧運羽毛球選手，后歸化成為澳洲公民。